# Силы восстановления Южного Камеруна
Силы восстановления Южного Камеруна (англ. Southern Cameroons Restoration Forces, фр. Forces de restauration du Cameroun méridional) — повстанческое движение, сражающееся за создание независимого государства Амбазония на территории Камеруна. Активно в основном в департаменте Бойо в Северо-Западном регионе, по состоянию на 2019 год в движении было примерно 100 бойцов. Движение возглавляет Нсо Фонча Нкем.

## История
В январе 2020 года «Силы восстановления Южного Камеруна» были вовлечены в один из самых серьезных боёв в ходе войны за независимость. Генерал Чача опубликовал видео, в котором потребовал, чтобы все сепаратистские ополчения объединились в «Силы обороны Южного Камеруна», угрожая атаковать сепаратистские ополчения, которые выступали против него. Примерно в это же время ополчение генерала Чачи похитило 40 бойцов из «Сил обороны Амбазонии», шесть из которых впоследствии были убиты.
Столкновения резко прекратилась через неделю после инцидента с похищением, когда генерал Чача и около 20 других бойцов были убиты во время атаки камерунскими войсками их базы в Кумбо. Это нападение произошло вскоре после ультиматума, выдвинутого камерунским бригадным генералом Валере Нка. Камерунская армия сохраняла свои позиции в Кумбо в дни после убийства, атакуя ряд лагерей, принадлежащих «Силам восстановления Южного Камеруна», и преследуя отступающих бойцов.